# Sieghart Döhring
Sieghart Döhring (* 12. Dezember 1939 in Bischofsburg, Ostpreußen) ist ein deutscher Musikwissenschaftler und Opernforscher.

## Werdegang
Döhring studierte Musikwissenschaft, Theologie und Philosophie in Hamburg und Marburg/Lahn. 1969 wurde er an der Universität Marburg promoviert. Von 1983 bis 2006 war er Leiter des Forschungsinstitut für Musiktheater im Schloss Thurnau an der Universität Bayreuth.
Döhrings Forschungen betreffen vornehmlich das Musiktheater. Gemeinsam mit Carl Dahlhaus gab er 1986 bis 1997 Pipers Enzyklopädie des Musiktheaters heraus.
Döhring ist verheiratet mit der Musikwissenschaftlerin und Opernforscherin Sabine Henze-Döhring.

## Schriften (Auswahl)
- Formgeschichte der Opernarie vom Ausgang des achtzehnten bis zur Mitte des neunzehnten Jahrhunderts. Itzehoe: George 1975.
- Giacomo Meyerbeer. Große Oper als Ideendrama. Habilitationsschrift (mschr.) Technische Universität Berlin 1987.
- Oper und Musikdrama im 19. Jahrhundert (zusammen mit Sabine Henze-Döhring). (=Handbuch der musikalischen Gattungen, Bd. 13) Laaber: Laaber-Verlag 1997, ISBN 978-3-89007-136-7

## Festschriften zu Ehren von Döhring
- Opernedition. Bericht über das Symposion [1999] zum 60. Geburtstag von Sieghart Döhring. Hrsg. von Helga Lühning und Reinhard Wiesend unter Mitarbeit von Peter Niedermüller und Katja Schmidt-Wistoff. Mainz: Are-Edition 2005 (=Schriften zur Musikwissenschaft, Bd. 12), ISBN 978-3-924522-21-6
- Bühnenklänge: Festschrift für Sieghart Döhring zum 65. Geburtstag. Hrsg. von Thomas Betzwieser, Daniel Brandenburg, Rainer Franke, Arnold Jacobshagen, Marion Linhardt, Stephanie Schroedter und Thomas Steiert. München: Ricordi 2005, ISBN 978-3-931788-96-4